# Frente de la Patria

Bandera del Frente de la Patria.

Insignia del Frente de la Patria.

El Frente de la Patria (en búlgaro: Отечествен фронт, ОФ; trl. Otečestven Front, OF) fue una organización rebelde de Bulgaria durante la Segunda Guerra Mundial, creada a instancia de Jorge Dimitrov en 1942, que agrupaba a diversas fuerzas antifascistas: el Partido Comunista Búlgaro, el Movimiento Zveno, el ala izquierda de la Unión Agraria, el Partido de los Trabajadores Socialdemócratas Búlgaros, entre otras.
La fuerza armada del Frente de la Patria era el Ejército Rebelde de Liberación Nacional, cuyos destacamentos eran organizados en los bosques búlgaros para combatir a las Fuerzas Armadas del Reino de Bulgaria y sus aliados, principalmente la Alemania nazi.
El Frente de la Patria contaba con 20.000 guerrilleros, 10.000 participantes de grupos de combate y apoyo logístico de aproximadamente 200.000 simpatizantes.
En los combates cayeron 9.415 guerrilleros del Ejército Rebelde de Liberación Nacional y 20.000 enlaces y simpatizantes fueron asesinados por el gobierno monárquico, ya sea mediante ahorcamiento o quemados vivos. Otras decenas de miles de militantes murieron en campos de concentración.
El 9 de septiembre de 1944, una revolución apoyada por la Unión Soviética, que había declarado la guerra a Bulgaria un día antes, puso fin al gobierno del antifascista, Constantin Muraviev. Bajo el paraguas del ejército rojo, el nuevo gobierno búlgaro disolverá el parlamento y las instituciones constitucionales. Después de estos eventos se fundó la República Popular de Bulgaria, bajo el modelo soviético, tras la celebración de un referéndum en 1943 con el apoyo del 93% de los votantes.
El OF finalmente se transformó en un frente popular de amplio alcance bajo el control comunista general. Con la caída del comunismo en Bulgaria, el Frente de la Patria se disolvió en 1990.

## Partidos políticos
- Partido Comunista Búlgaro
- Unión Nacional Agraria Búlgara
- Partido de los Trabajadores Socialdemócratas de Bulgaria (Socialistas Amplios)
- Zveno (1943)

## Fuente
- Nadra, Rodolfo (1974). ¿Conoce usted Bulgaria? (1ª edición). Buenos Aires: Ediciones Mundo Contemporáneo. pp. 12-13.

1. 1 2 3  Mink, George (1997). «Premisas históricas». Vie et MOrt du bloc sovietique (en francés). Firenze: Casterman. p. 27. ISBN 2-203-61013-1.
2. ↑  Hermes, Luciano; Moreno, Tomás (1974). Bulgaria bajo la lente (1ª edición). Buenos Aires: Editorial Cartago. p. 17.

- Datos: Q2453048
- Multimedia: Fatherland Front (Bulgaria) / Q2453048